# Dekanat wilejski (eparchia mołodeczańska)
Dekanat wilejski – jeden z dwunastu dekanatów wchodzących w skład eparchii mołodeczańskiej Egzarchatu Białoruskiego Patriarchatu Moskiewskiego.

## Parafie w dekanacie
- Parafia św. Jana Chrzciciela w Borowcach
  - Cerkiew św. Jana Chrzciciela w Borowcach
- Parafia św. Józefa Oblubieńca w Iży
  - Cerkiew św. Józefa Oblubieńca w Iży
  - Kaplica św. Mikołaja Cudotwórcy w Korolewcach
- Parafia św. Proroka Eliasza w Naroczy
  - Cerkiew św. Proroka Eliasza w Naroczy
- Parafia Zaśnięcia Najświętszej Maryi Panny w Ruczycy
  - Cerkiew Zaśnięcia Najświętszej Maryi Panny w Ruczycy
- Parafia Zaśnięcia Najświętszej Maryi Panny w Spiahle
  - Cerkiew Zaśnięcia Najświętszej Maryi Panny w Spiahle
  - Kaplica św. Anny w Łycewiczach
- Parafia św. Marii Egipcjanki w Wilejce
  - Cerkiew św. Marii Egipcjanki w Wilejce
  - Kaplica w Wilejce
  - Kaplica w Domanowie
- Parafia Opieki Matki Bożej w Wilejce
  - Cerkiew Opieki Matki Bożej w Wilejce
- Parafia św. Patriarchy Tichona w Wilejce
  - Cerkiew św. Patriarchy Tichona w Wilejce

## Galeria

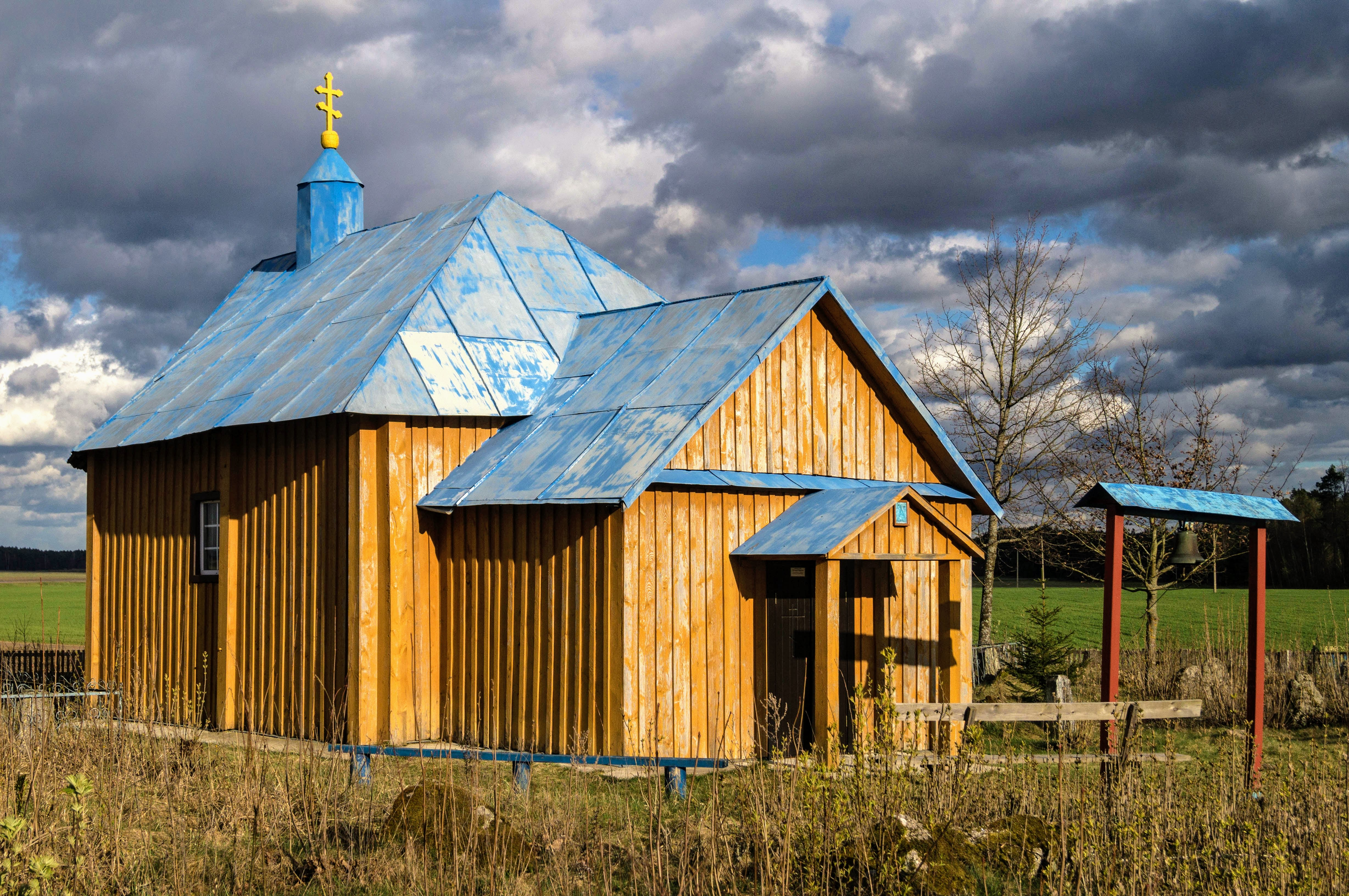
Cerkiew św. Jana Chrzciciela w Borowcach
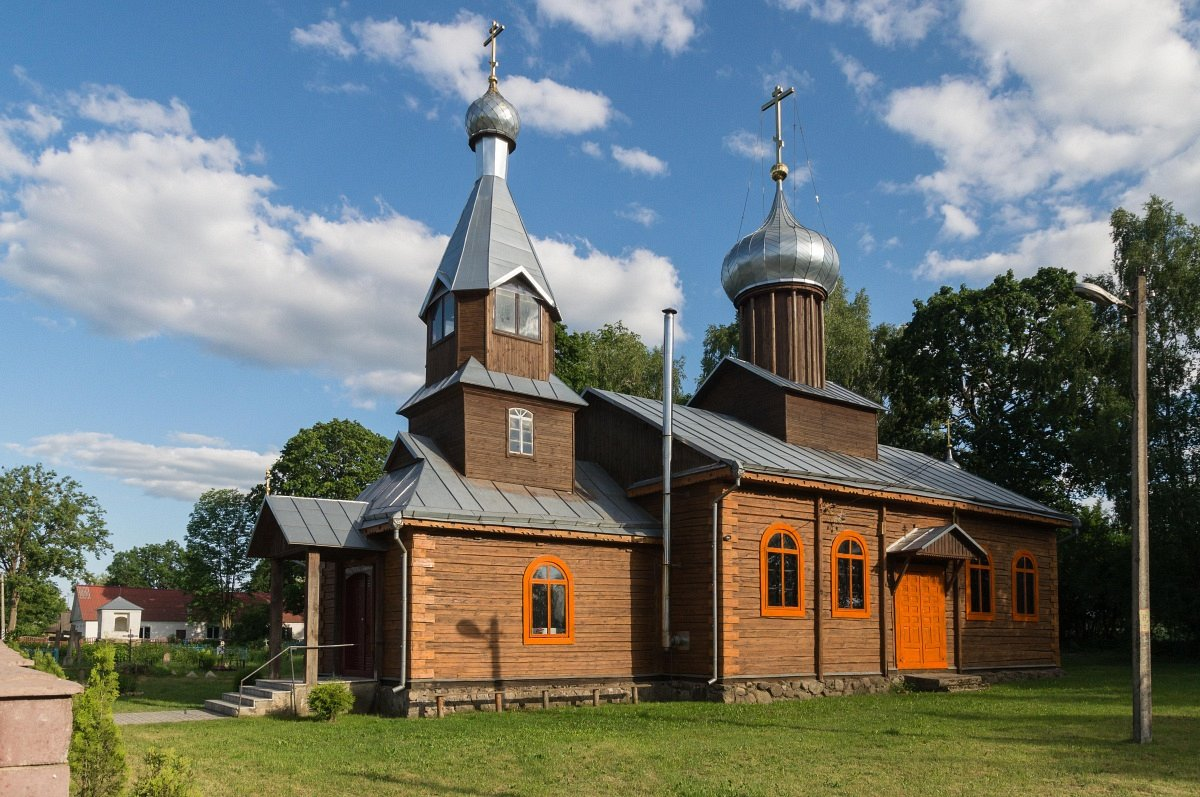
Cerkiew św. Józefa Oblubieńca w Iży
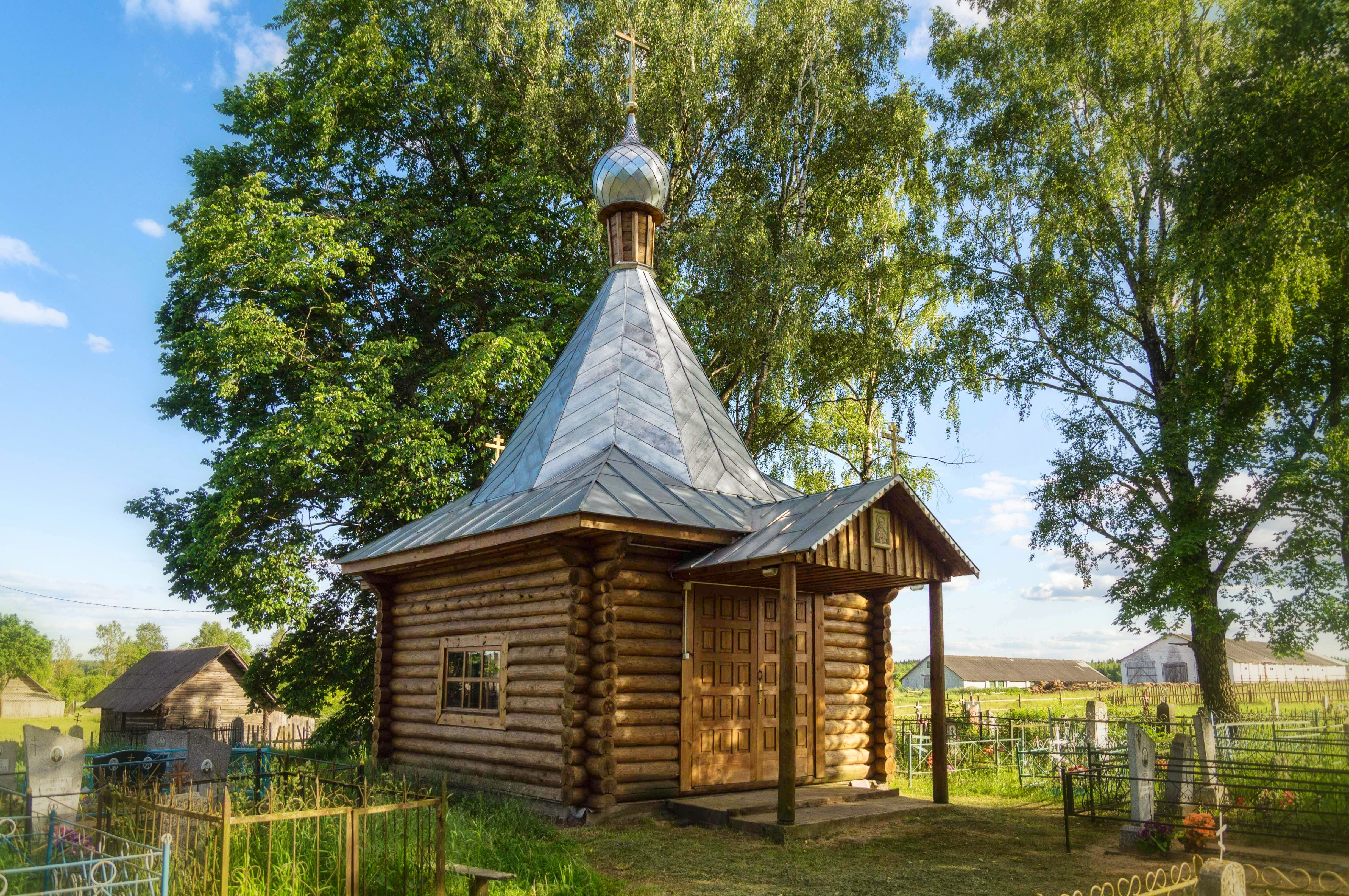
Kaplica św. Mikołaja Cudotwórcy w Korolewcach
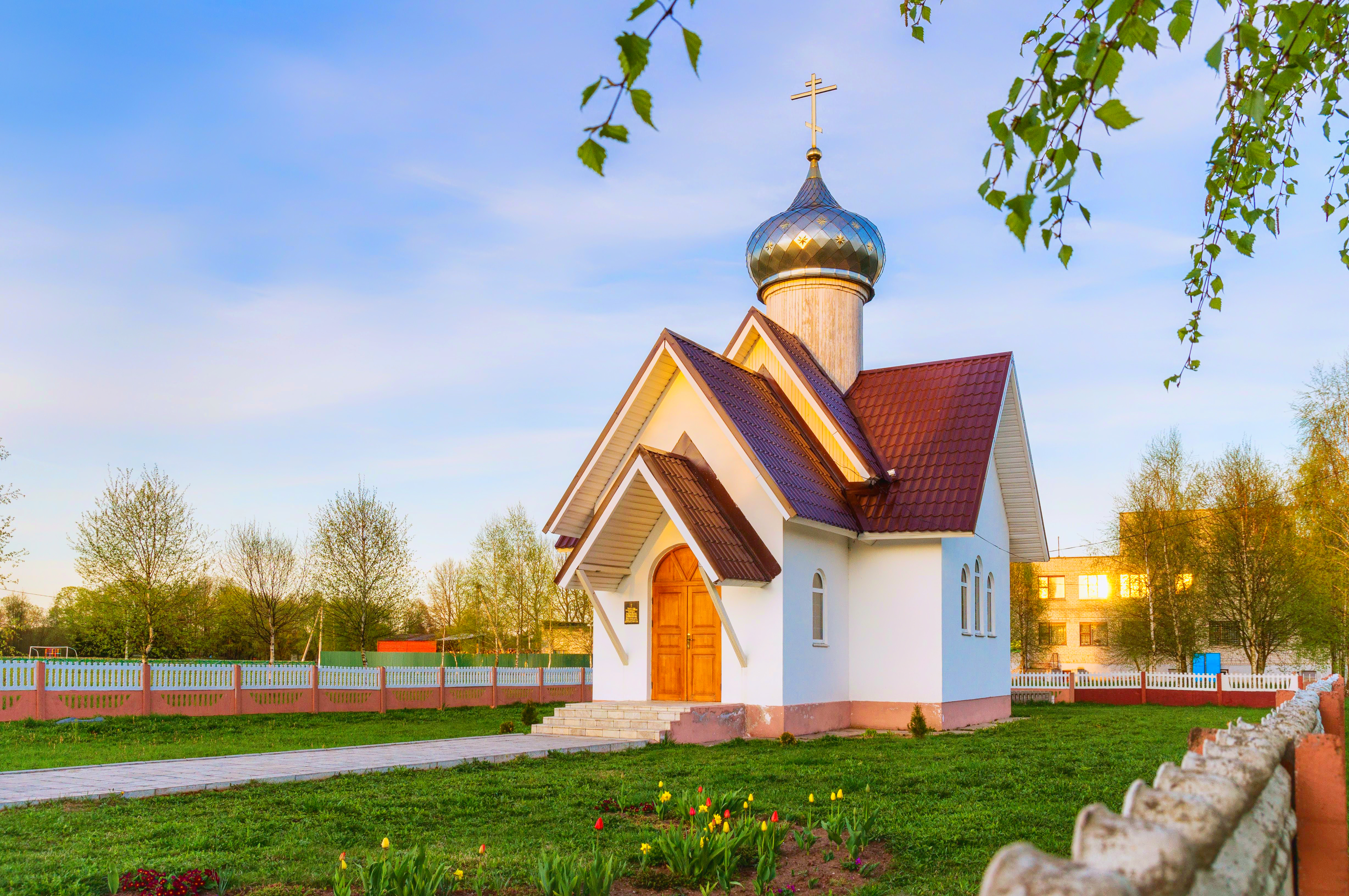
Kaplica św. Anny w Łycewiczach
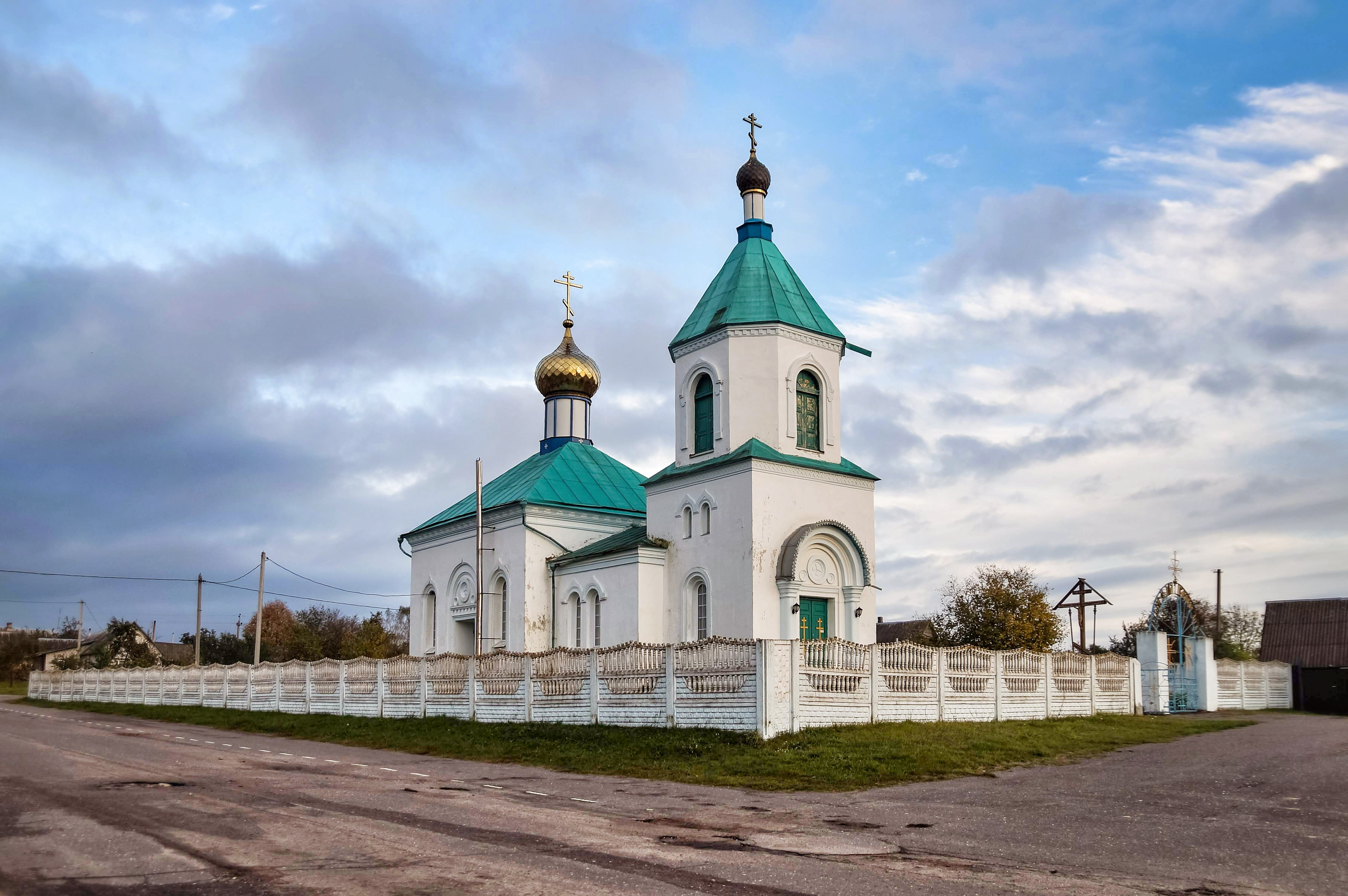
Cerkiew św. Proroka Eliasza w Naroczy
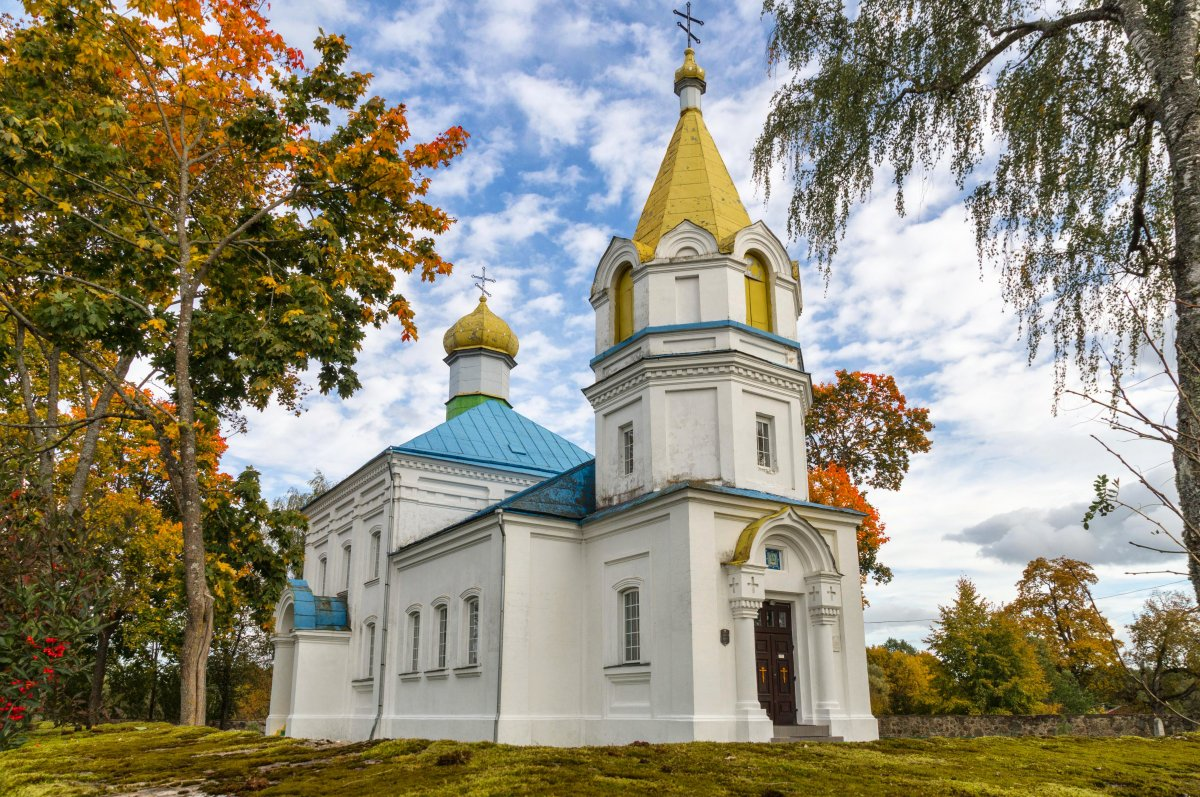
Cerkiew Zaśnięcia Najświętszej Maryi Panny w Ruczycy
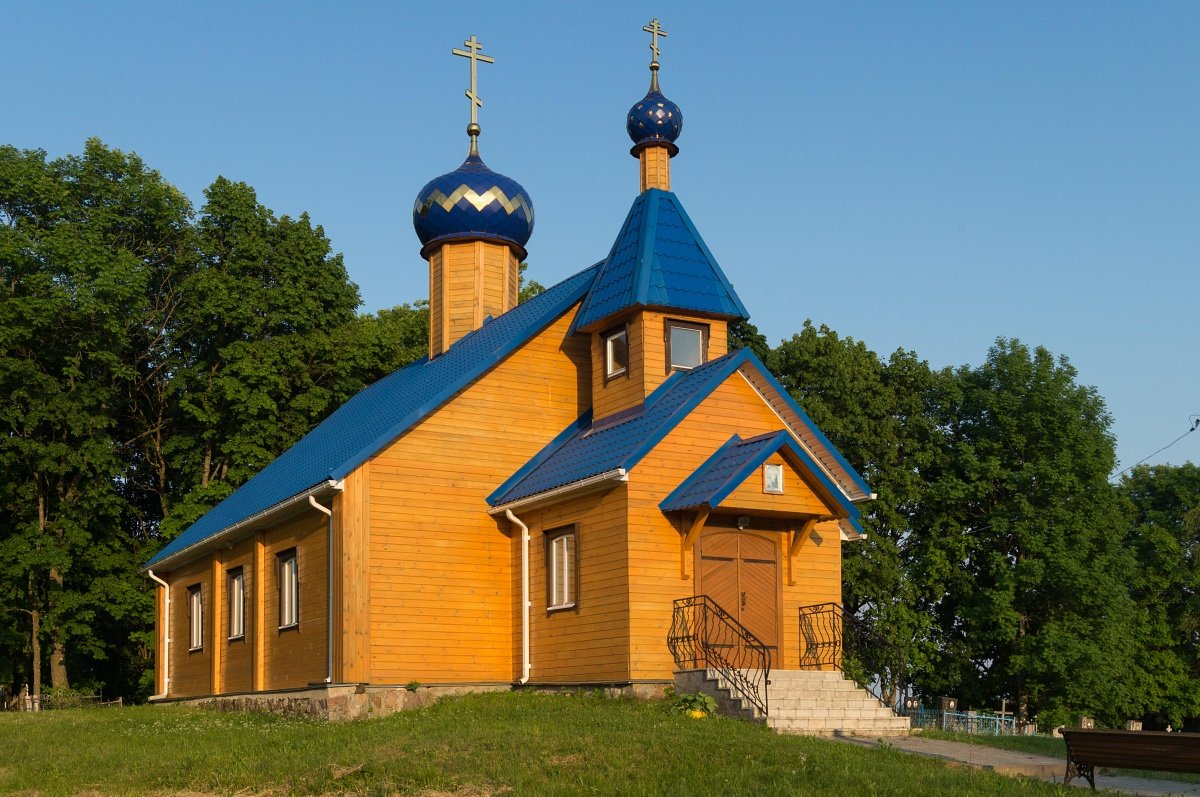
Cerkiew Zaśnięcia Najświętszej Maryi Panny w Spiahle
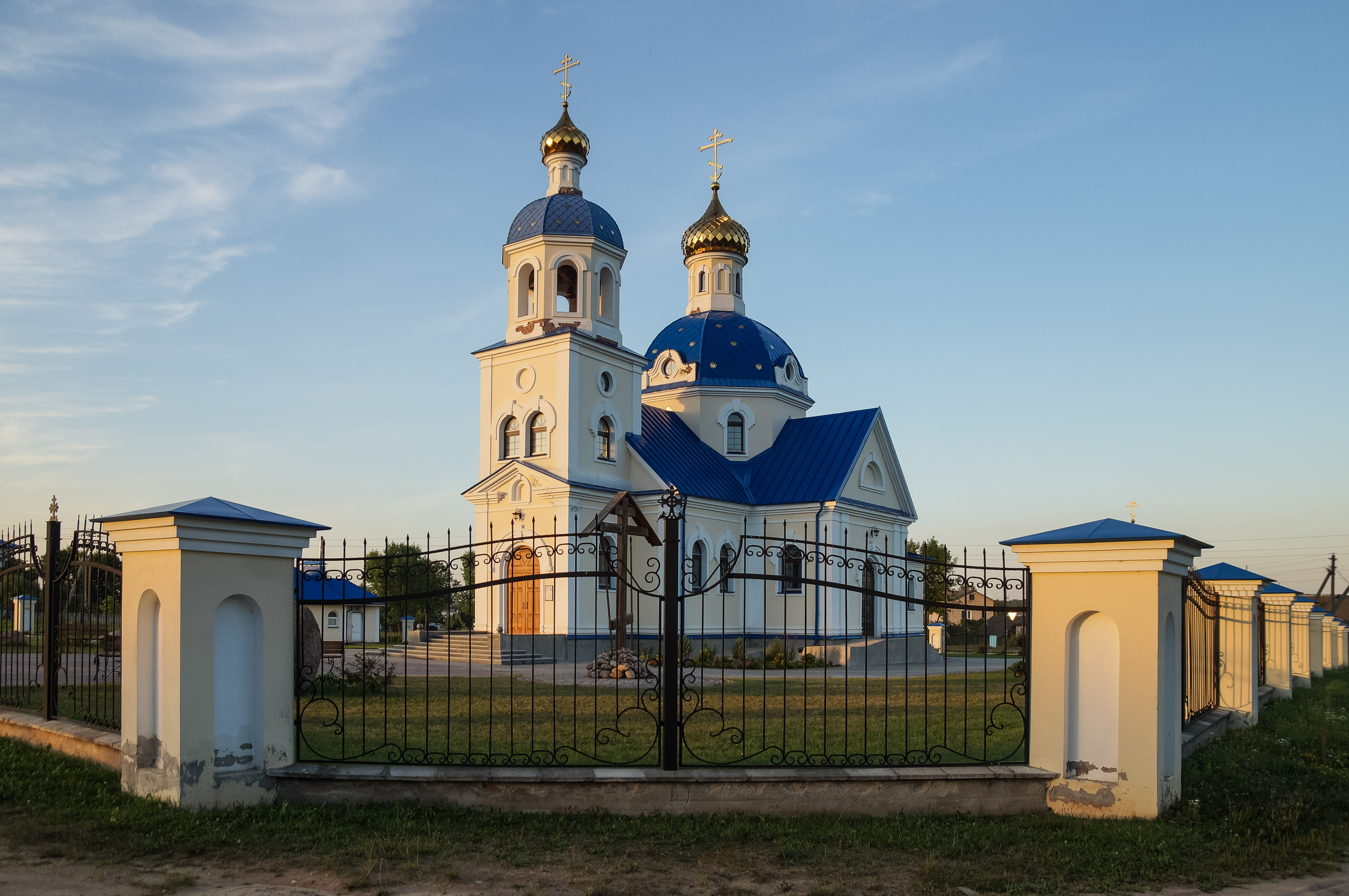
Cerkiew Opieki Matki Bożej w Wilejce
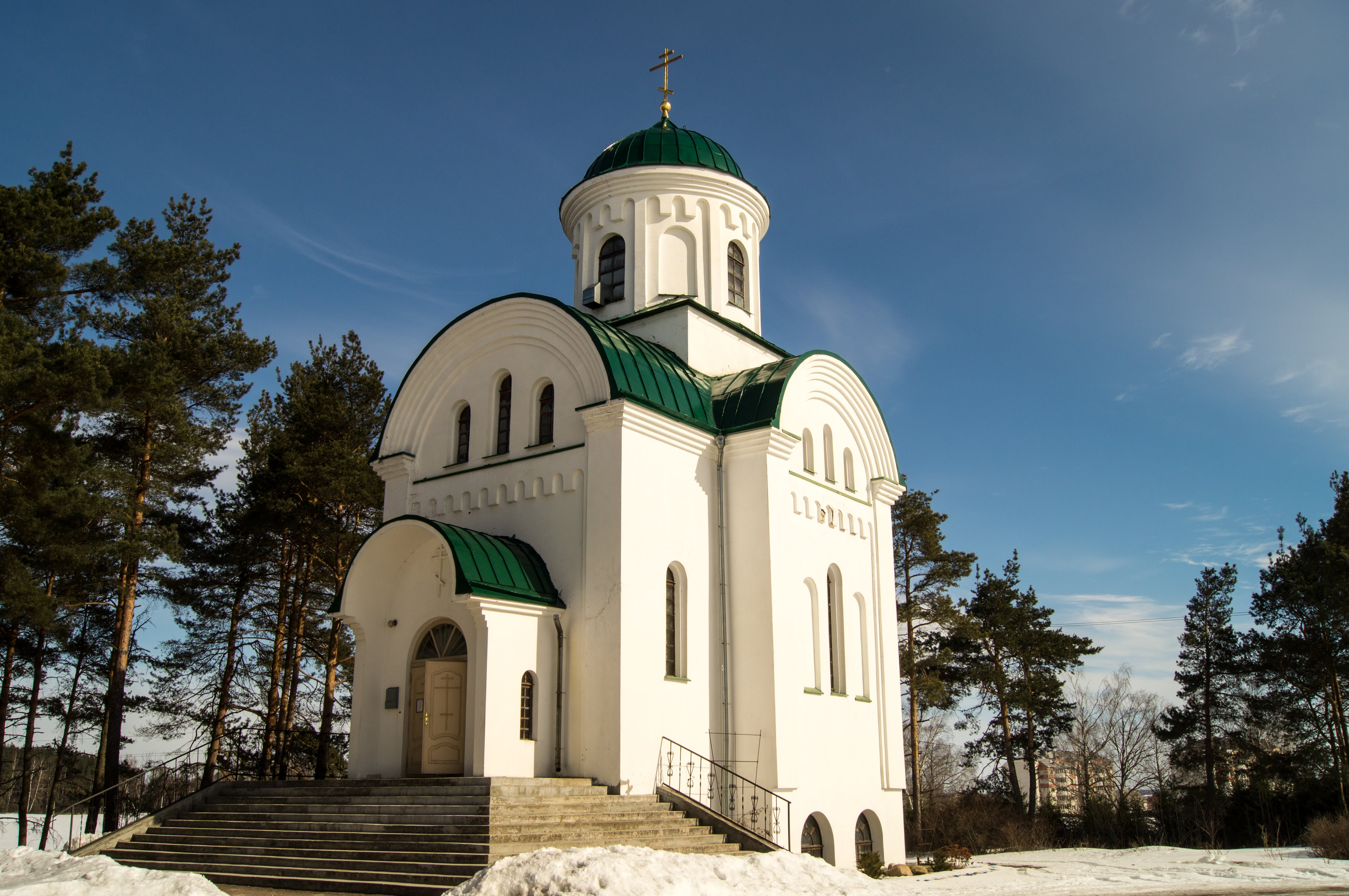
Cerkiew św. Patriarchy Tichona w Wilejce